# Selfoss (cascada)

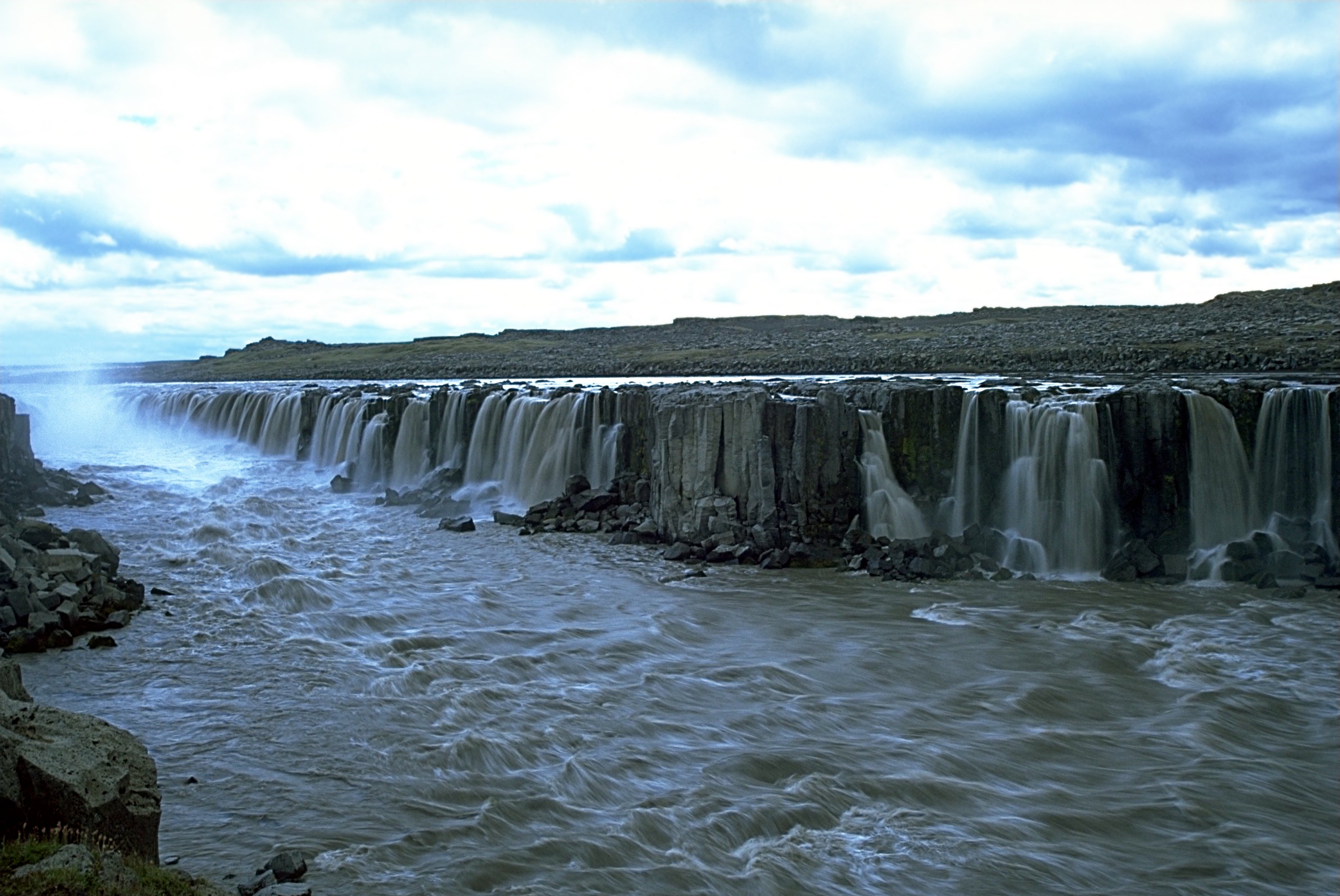
La cascada Selfoss.

Selfoss es una cascada ubicada en el río Jökulsá á Fjöllum en el norte de Islandia, transcurre unos 30 km entre varios saltos de agua antes de desembocar en Öxarfjörður, una bahía del Ártico.

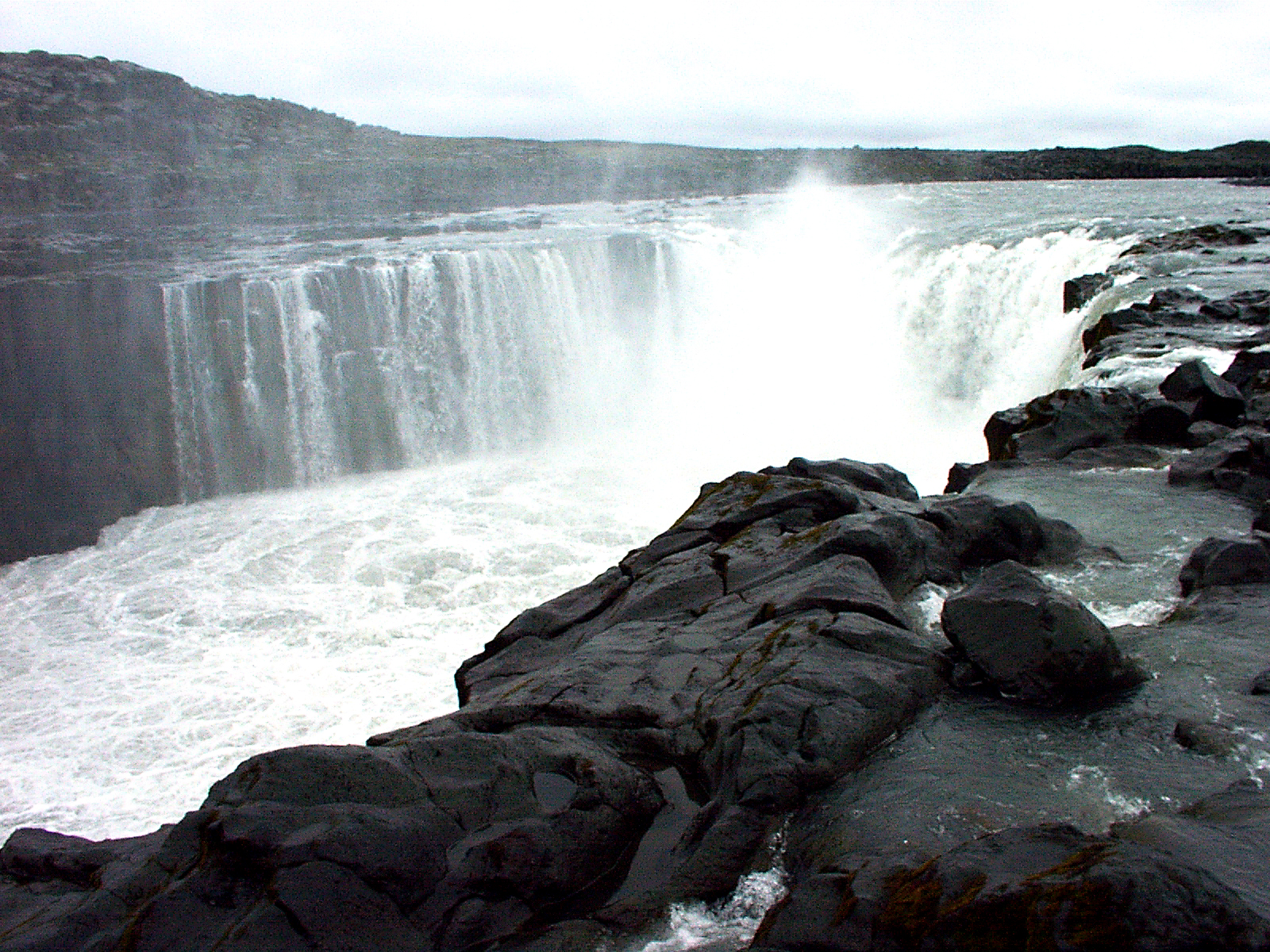
La cascada Selfoss.

Varios metros por debajo de la cascada (11 m de altura), sigue Dettifoss, el salto de agua más poderoso de Europa. El río baja del glaciar Vatnajökull y en consecuencia, el influjo de agua difiere dependiendo de la estación del año, el tiempo atmosférico y la actividad volcánica. El río cae 44 m sobre un ancho de 100 m. Por debajo de las cataratas, el río pasa a través de un desfiladero que forma parte del Parque nacional Jökulsárgljúfur.